# Autophila inconspicua
Autophila inconspicua är en fjärilsart som beskrevs av Butler 1889. Autophila inconspicua ingår i släktet Autophila och familjen nattflyn. Inga underarter finns listade i Catalogue of Life.